# Kipanga Football Club
O Kipanga Football Club é um clube de futebol com sede em Zanzibar. A equipe compete na Zanzibar Premier League.

## História
O clube foi fundado no povoado de Kipanga, em Zanzibar.